# Kaido Saks
Kaido Saks (Tallinn, 24 luglio 1986) è un cestista estone.

## Palmarès
- Campionato estone: 2

Kalev/Cramo: 2010-11, 2011-12